# 溫哥華南加蘭護選區
溫哥華南加蘭護選區（英語：Vancouver-South Granville）是一個位於加拿大卑詩省溫哥華的卑詩省議會選區，坐落溫哥華市中部，主要覆蓋該市之錦繡區及基斯蘭奴社區東部。該選區在2021年選區重劃後首次設立，由原溫哥華麗景選區、溫哥華灰角選區及溫哥華福溪選區改組而成，於2024年省選首次產生代表。

## 界線
溫哥華南加蘭護選區以英吉利灣及福溪之海岸線為北界，其餘界線如下：
從福溪與甘比街交界起，沿甘比街往南延伸至16街、沿16街往西延伸至鳳仙街（Balsam Street）、沿鳳仙街往北延伸至12街、沿12街、蔓街（Vine Street）及10街於東邊繞過干諾公園（Connaught Park）、再沿鳳仙街往北延伸至康和街（Cornwall Street）、沿灰角路（Point Grey Road）大致往西延伸至特拉法加街（Trafalgar Street）、沿特拉法加街之北延直線延伸至英吉利灣。

## 人口統計
| 人口（2021年）               | 56,134 |
| 面积（平方公里）             | 7      |
| 資料來源：卑詩選區界線委員會 |        |

## 省議會議員
下列省議員曾於卑詩省議會代表此選區：
| 省議會屆次         | 年份       | 省議員 | 省議員 | 所屬政黨     |
| ------------------ | ---------- | ------ | ------ | ------------ |
| 溫哥華南加蘭護選區 |            |        |        |              |
| 第43屆             | 2024年至今 |        | 貝雅麗 | 卑詩新民主黨 |

## 選舉結果

### 2020年省選模擬結果
以下為以現時界線下2020年省選之模擬選舉結果：
| 政黨 | 政黨         | 得票率（%） |
| ---- | ------------ | ----------- |
|      | 卑詩新民主黨 | 57.3        |
|      | 卑詩自由黨   | 25.0        |
|      | 卑詩綠黨     | 16.6        |
|      | 卑詩保守黨   | 0.5         |